# Боголеп (Анцух)
Боголе́п (Анцух), єпи́скоп Кіровогра́дський і Микола́ївський (10 листопада 1911, с. Скорич — 13 травня 1978) — архієрей Українського екзархату Російської православної церкви. Хіротонізований у єпископа 1963 року. Очолював Мукачівську, Переяслав-Хмельницьку та Кіровоградську кафедри.

## Біографія

### Юність
Михайло Романович Анцух народився 10 листопада 1911 року в с. Скоричи, Мирського району, Гродненської області Білорусі. У 1925 році закінчив 7 класів середньої школи в містечку Єреміч, Гродненської області.
У 1934 році вступив послушником у Жировицький Успенський монастир. Тут прийняв чернечий постриг з ім'ям Боголеп.

### Початок служіння
20 травня 1936 висвячений у ієродиякона. 14 жовтня 1939 висвячений у сан ієромонаха.
15 липня 1943 призначений намісником Жировицького монастиря Гродненської області зі зведенням у сан ігумена митрополитом Мінським Пантелеймоном (Рожновським).
З 3 жовтня 1947 року — настоятель Покровської церкви с. Крівошін, Барановицької області. З 27 червня 1950 року — настоятель Микільської церкви с. Добруш, Гомельської області.
У 1950 закінчив Ленінградську духовну семінарію і поступив на заочний сектор духовної академії.
З 6 червня 1954 року — настоятель Петропавлівської церкви с. Клинці благочинний церков Клинцівського округу, Брянської області. З 1 січня 1959 служив настоятелем Балтського Феодосіївського монастиря Одеської області. 6 серпня того ж року возведений у сан архімандрита. Деякий час о. Боголеп служив на парафії в м. Дмитрові Московської єпархії, а з 1961 року — в Димитрівському храмі міста Одеса.

### Архієрейське служіння
9 листопада 1963 хіротонізований в єпископа Мукачівського та Ужгородського.
Хіротонію здійснювали: Свят. Патріарх Алексій (Симанський), митрополити: Крутицький і Коломенський Пимен (Ізвєков) і Ленінградський і Ладозький Никодим (Ротов); архієпископи: Дмитровський Кипріан і Ярославський і Ростовський Леонід (Поляков); єпископи: Костромський і Галицький Никодим (Руснак) і Волоколамський Питирим (Нечаєв).
5 лютого 1965 призначений єпископом Переяслав-Хмельницьким, вікарієм Київської єпархії.
З 7 травня 1965 року — єпископ Кіровоградський і Миколаївський.
9 вересня 1974 зведений в сан архієпископа указом Патріарха Пимена.
У 1976 році уповноважений Ради у справах релігій при РМ УРСР по Миколаївській обл. В. А. Чуніхін в характеристиці владики відзначив, що він «належить до числа найбільш реакційних і фанатичних правлячих архієреїв» і що «подальше перебування Боголепа як єпархіального архієрея вкрай небажане».
6 жовтня 1977 архієпископ Боголеп був відправлений на спокій.
13 травня 1978 помер після тривалої важкої хвороби. Напередодні смерті Владика Боголеп сповідався і причастився Святих Христових Таїн. Смерть його була по-християнськи мирною. Відспівування здійснив 15 травня єпископ Кіровоградський і Миколаївський Севастіан. Похований архієпископ Боголеп на братському монастирському цвинтарі, неподалік від Успенського храму Одеського монастиря.

## Погляди і праці
Владика Боголеп вирізнявся вимогливістю до духовенства: він звільняв за штат священнослужителів, які порушували церковні канони, зокрема тих, що вносили у богослужіння греко-католицькі звичаї. Кандидатів на священні ступені архієрей неодмінно направляв на навчання в духовні навчальні заклади, зазвичай до Одеської духовної семінарії.
Архієпископ особливо шанував Жировицький чудотворний образ Божої Матері. З любов'ю він читав акафісти Богоматері і прославляв її. Він постійно звертався до Святого Письма, вивчивши цілі розділи напам'ять, чудово знав святоотецькі творіння, правила і канони, до тонкощів вивчив церковний устав.
Скромність і простота, побожна старанність і страх Божий, вимогливість до клірикам і підлеглим характеризували архієпископа Боголепа. Він був до всіх відкритий, для кожного знаходилося у нього добре слово, порада та напучування.

### Сайти
- (рос.) Боголеп (Анцух) (Древо)[недоступне посилання з червня 2019]
- (рос.) Боголеп (Анцух) (Русское Православие)